# Alnarp slot
Alnarp (før 1658 dansk: Alnerup slot) er et slot i Alnarp i Bare herred, Skåne, ca. 10 km nord for Malmø. Det oprindelige slot blev bygget i det 1100-tallet, mens den nuværende bygning er fra 1862.

## Historie
Slottet nævnes første gang i 1100-tallet. I 1325 tilhørte det ridderen Anders Pedersen og i 1400 Aage Nielsen Ulfeldt. I 1449 var det kommet i Niels Stigsen Thotts besiddelse.
Gennem arv og ægteskab kom slottet til slægten Krummedige, og i 1500 tilhørte det Erik Krummedige, rådgiver for kongen. I 1536 overtog Christian III slottet for kronen.
Efter freden i Roskilde i 1658 gav den svenske kong Karl X Gustav af Sverige slottet til sin kommandant i Malmø, Johan von Essen.

## I dag
Slottet huser den svenske landbohøjskoles universitet, og parken har en stor samling forskellige træer.